# Nadine Ibrahim

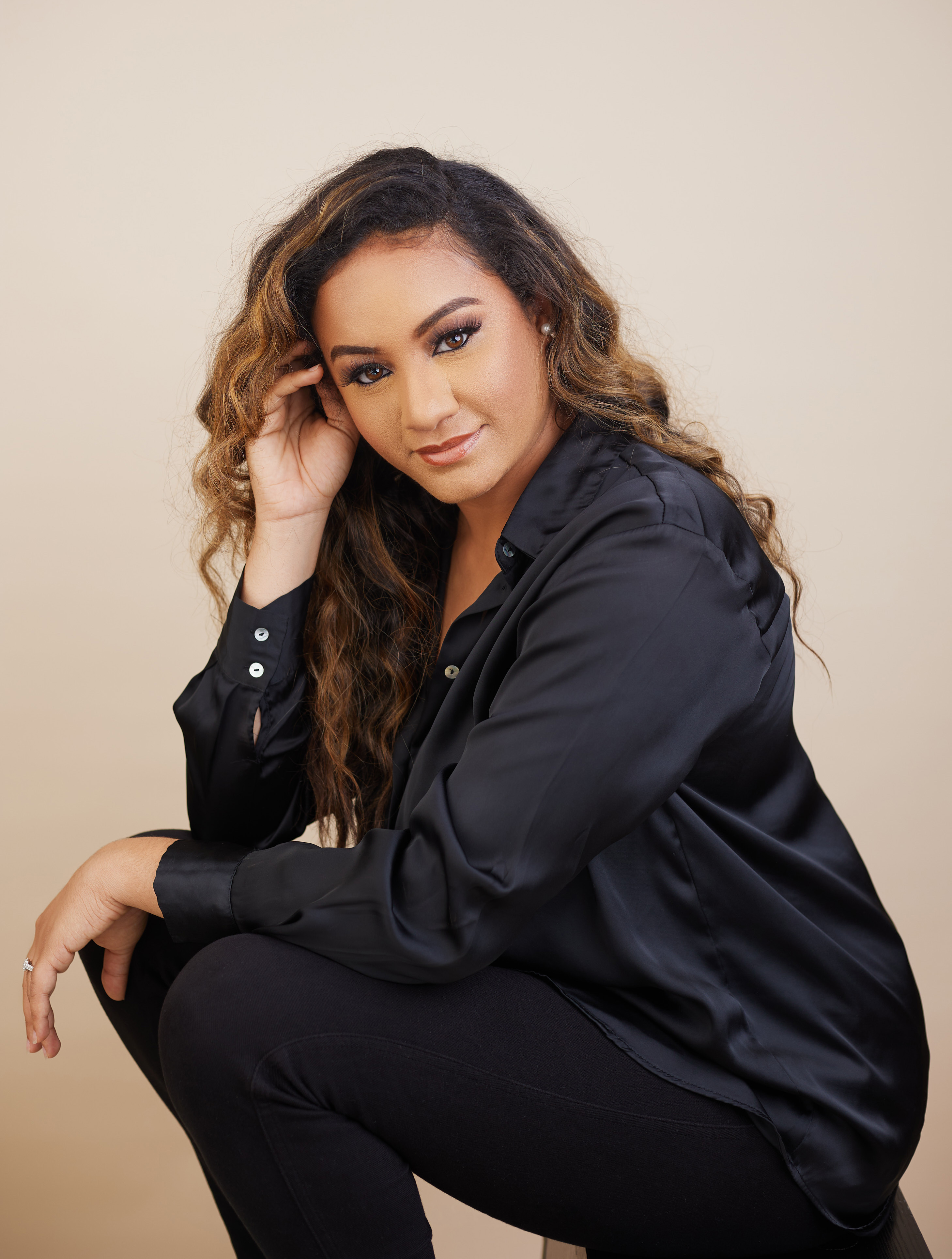
Nadine Ibrahim

Nadine Ibrahim (geboren in Kaduna) ist eine nigerianische Filmemacherin und Regisseurin, die für ihre sozialkritischen Kurzfilme bekannt ist. Sie wurde 2017 von dem Filmportal Indiewire shadow and act als eine der drei jungen Filmemacher aus Nigeria genannt, die man im Auge behalten sollte. Sie ist CEO einer nigeriabasierten Multimedia-Firma, Nailamedia.

## Leben und Werk
Nadine Ibrahim zog mit 14 Jahren von Nigeria nach Großbritannien und studierte Medien und Filmproduktion an der University of Gloucestershire. Sie führte unter anderem Projekte für die United Nations aus. Ihr dokumentarischer Kurzfilm Through her eyes, der die Geschichte einer 12-jährigen Selbstmordattentäterin erzählt, wurde unter anderem auf dem Los Angeles Cinema Festival und dem Africa International Film Festival gezeigt. Für die Mediengruppe EbonyLife films and television erzählte sie mit filmischen Mitteln Geschichten der ethnischen Gruppen Nordnigerias, wie z. B. der Hausa, Fulani, Igbira, Igala, Tiv und Gbagyi. Ihr dokumentarischer Kurzfilm Marked, an dem sie zwei Jahre arbeitete und der auf dem Aké Festival in Lagos debütierte, beschäftigt sich mit den traditionellen Skarifizierungen, die in Nigeria einerseits weit verbreitet, gleichzeitig aber auch tabuisiert sind.
Nadine Ibrahim benennt Tyler Perry, Alfred Hitchcock, Spike Lee und Ang Lee als ihre Vorbilder. Als weiteren wichtigen Einfluss benennt sie ihre Mutter, die für die Regierung tätig war und durch deren Arbeit sie von Armut und Korruption in Nigeria erfuhr.

## Filmografie (Auswahl)
- Idéar. Kurzfilm 2015
- Hakkunde. Kurzfilm 2017
- Through her Eyes. Kurzfilm 2017
- Tolu. Kurzfilm 2018
- I am not corrupt. Kurzfilm 2019
- Marked. Kurzfilm 2019
- Words cut deep. Kurzfilm 2019

## Auszeichnungen
- 2018 The Future Awards Africa Prize for Screen Producer[9]